# Vorschaltgerät
Als Vorschaltgerät (oder Treiber) wird die bei Gasentladungslampen, Leuchtstofflampen und LED-Leuchtmitteln zur Strombegrenzung erforderliche Vorrichtung bezeichnet.

## Grundlagen

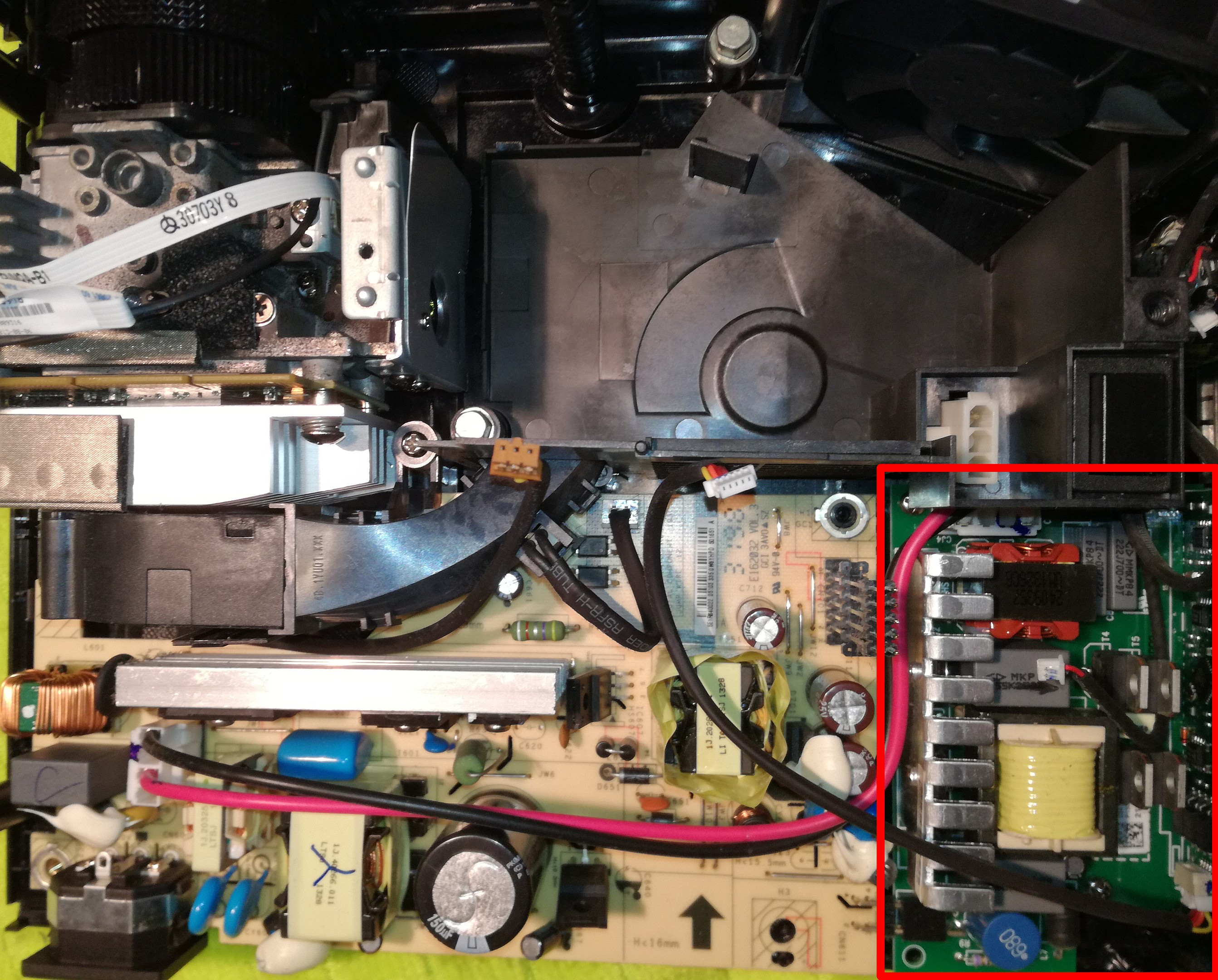
Vorschaltgerät für die Quecksilber-Hochdruckdampflampe in einem DLP-Projektor (rot umrandete Platine unten rechts)

Ein Vorschaltgerät wird zum Betrieb einer Gasentladungslampe benötigt. Anderenfalls würde der Entladungsstrom durch die zu ihrer Funktion erforderliche Stoßionisation immer weiter ansteigen, bis die Lampe zerstört oder die Sicherung ausgelöst wird. Das Vorschaltgerät kann als separates Bauelement in der Leuchte eingebaut sein oder auch im Leuchtmittel, wie etwa bei sogenannten Energiesparlampen, integriert sein. In diesem Fall kann das Leuchtmittel unmittelbar am Stromnetz betrieben werden.
Vorschaltgeräte können auch die bei manchen Lampen erforderliche Zünd- (je nach Lampentyp Impulse von einigen hundert Volt bis mehrere kV) und Starteinrichtung (Vorheizung der Elektroden / Glühwendeln bei Leuchtstofflampen) enthalten.
Vorschaltgeräte (VG) gibt es in zwei Bauarten:
- sogenannte konventionelle Vorschaltgeräte (Abkürzung KVG)
- Elektronische Vorschaltgeräte (Abkürzung EVG)

## Konventionelle Vorschaltgeräte  (KVG)

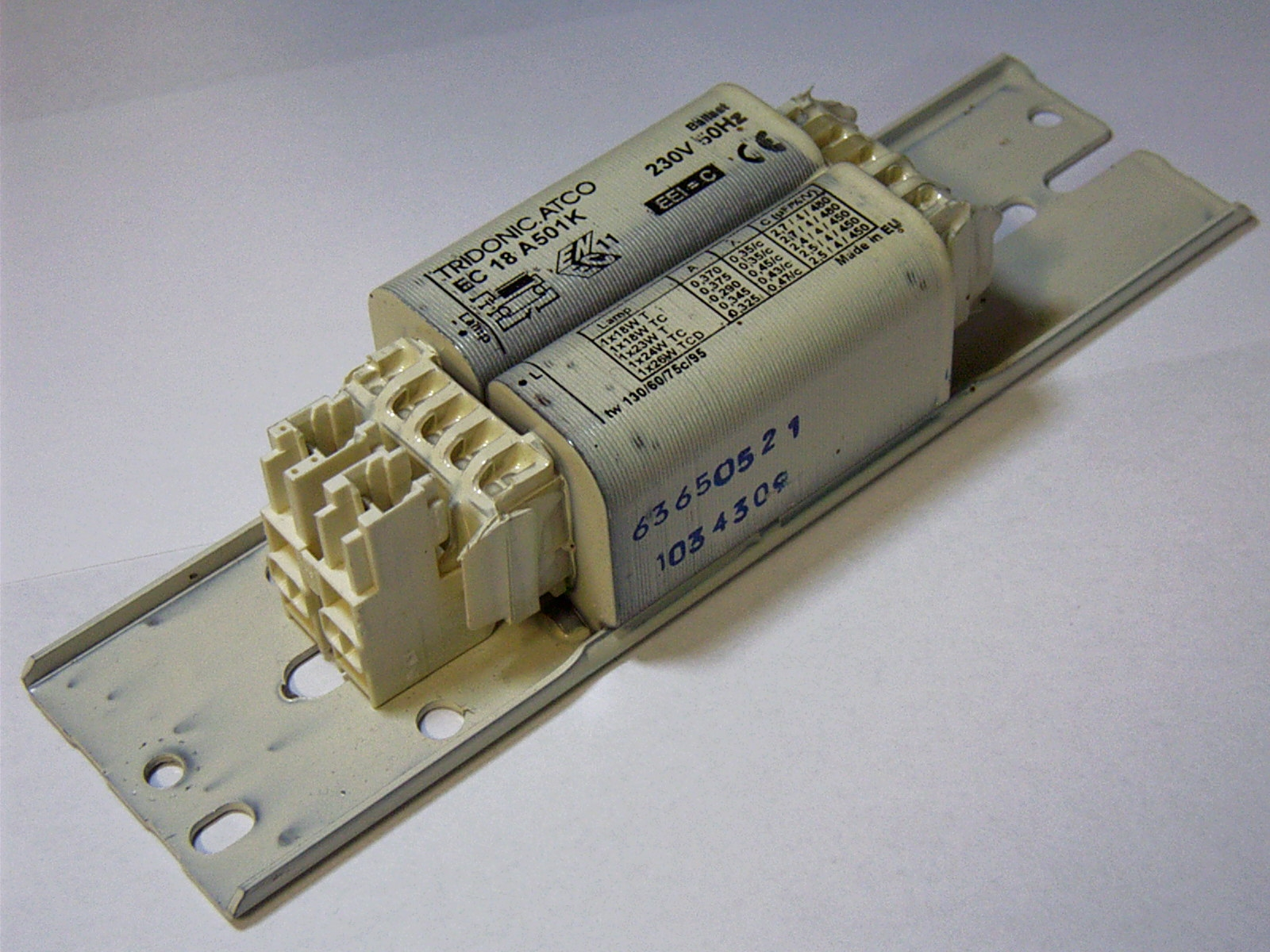
Konventionelles Vorschaltgerät in Form einer Drossel

Konventionelle Vorschaltgeräte sind ausgeführt als eine Drossel, welche eine entsprechende und von der Leistung der Lampe abhängige Induktivität aufweist und bei Netzfrequenz betrieben wird. Sie besteht aus einem Eisenkern mit Luftspalt und einer Wicklung aus Kupfer- oder Aluminiumlackdraht.
Bedingt durch den ohmschen Widerstand der Wicklung, welche die sogenannten Kupferverluste ergeben, und die Ummagnetisierungs- und Wirbelstromverluste im Kern kommt es zu Verlusten von etwa 10–20 % der Lampen-Nennleistung. Es entsteht Wärme in der Drossel.
Die Berechnung des erforderlichen induktiven Widerstandes ist an diesem Beispiel gezeigt.
Das KVG ist in Reihe mit der Lampe geschaltet und muss zur Lampe passen, da es bei der Netzfrequenz von 50 oder 60 Hz den Strom der Lampe auf ihren Nennwert begrenzt. Bei Lampen, die ein Zündgerät erfordern (etwa Natriumdampflampen und Halogen-Metalldampflampen), liegt zusätzlich dessen Zündstromkreis in Reihe mit der Lampe.
KVG für Leuchtstofflampen benötigen zusätzlich einen sogenannten Starter, der die Glühkathoden beim Start zur Vorheizung direkt in den Stromkreis schaltet (siehe bei Leuchtstofflampe/Starter). Glimmstarter verursachen das charakteristische Flackern von Leuchtstofflampen beim Start, Schnellstarter weisen diesen Nachteil nicht auf.
Konventionelle Vorschaltgeräte verursachen einen induktiven Blindstrom im Stromnetz. In manchen Fällen sind Leuchten daher zwecks Blindstromkompensation mit einem den induktiven Blindstrom kompensierenden Kondensator ausgestattet. Der Kondensator ist, wenn er parallel zur Lampe geschaltet ist, für die Funktion nicht erforderlich. Teilweise werden auch in Reihe zur Drossel geschaltete Kompensationskondensatoren eingesetzt, um den Stromstoß einer Parallelkompensation beim Einschalten zu vermeiden. Der Kapazitätswert solcher Serienkondensatoren muss eng (z. B. 2 %) toleriert sein, um den Nennstrom der Lampe zu gewährleisten. Fallen sie durch Kurzschluss aus, arbeitet die Leuchte ohne Störung weiter, sie ist jedoch nun nicht mehr blindstromkompensiert.
Generell wird versucht die Verluste der Vorschaltdrosseln zu verringern, was jedoch in der Regel eine größere Masse (geringere magnetische Flussdichte, geringere Stromdichte) und/oder teurere Magnetwerkstoffe erfordert. Dafür sind Bezeichnungen wie Verlustarmes Vorschaltgerät (VVG) oder Ultra-Low-Loss-Ballast eingeführt worden. Auch KVG für explosionsgeschützte Bereiche weisen geringere Verluste auf, weil deren Oberflächentemperatur begrenzt sein muss. KVG in Form einer Drossel sind äußerst zuverlässig, sie können jahrzehntelang störungsfrei arbeiten und müssen nicht ausgewechselt werden. Allerdings ist der Verkauf von KVG mit der Energieeffizienzklasse D in der EU seit dem 21. Mai 2002 verboten, der von Geräten aus Klasse C seit dem 21. November 2005.
KVG sind wegen der geringen Materialvielfalt leichter wiederverwertbar als elektronische Vorschaltgeräte.
Konventionelle Vorschaltgeräte für Leucht- oder Kaltkathodenröhren sind Streufeldtransformatoren und vereinen die Transformation der Netzspannung in eine höhere Spannung sowie die erforderliche Strombegrenzung. Sie besitzen oft eine Einstellmöglichkeit für den Strom in Form eines mechanisch veränderbaren magnetischen Nebenschlusses.

## Elektronische Vorschaltgeräte (EVG)

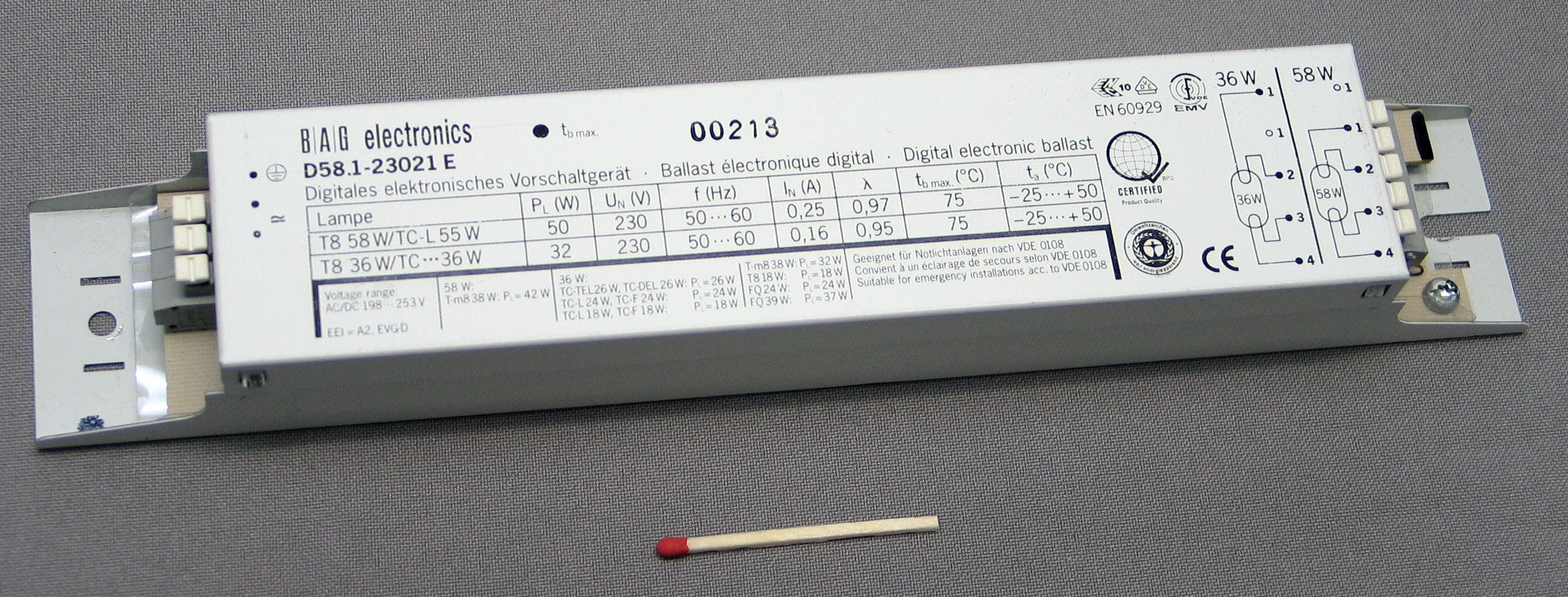
Elektronisches Vorschaltgerät

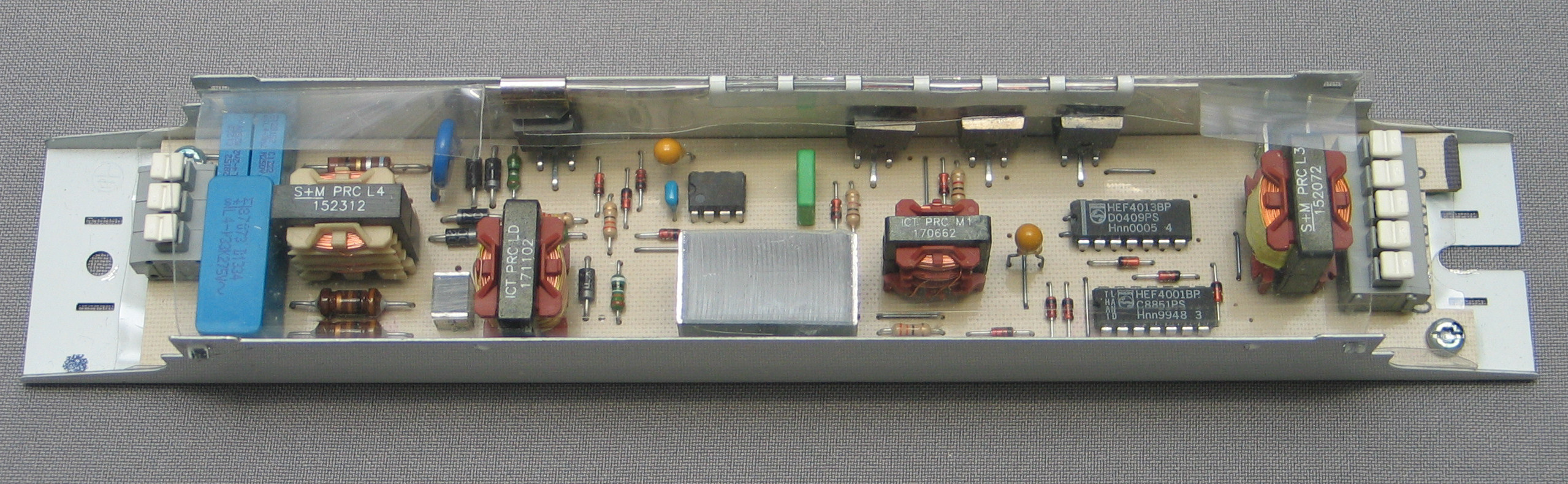
Geöffnetes elektronisches Vorschaltgerät

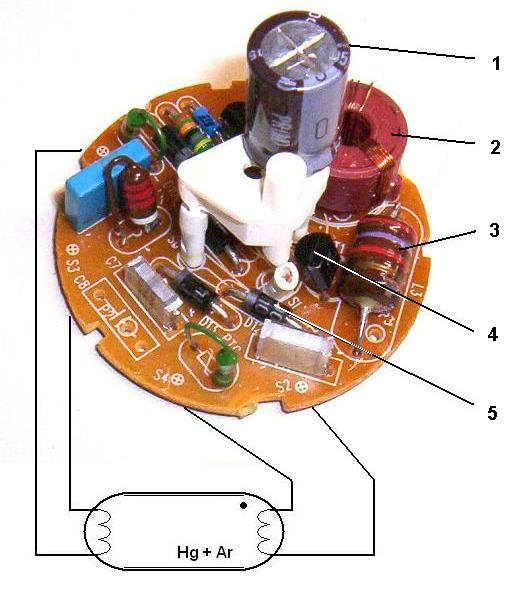
Im Sockel eingebautes EVG einer Energiesparlampe

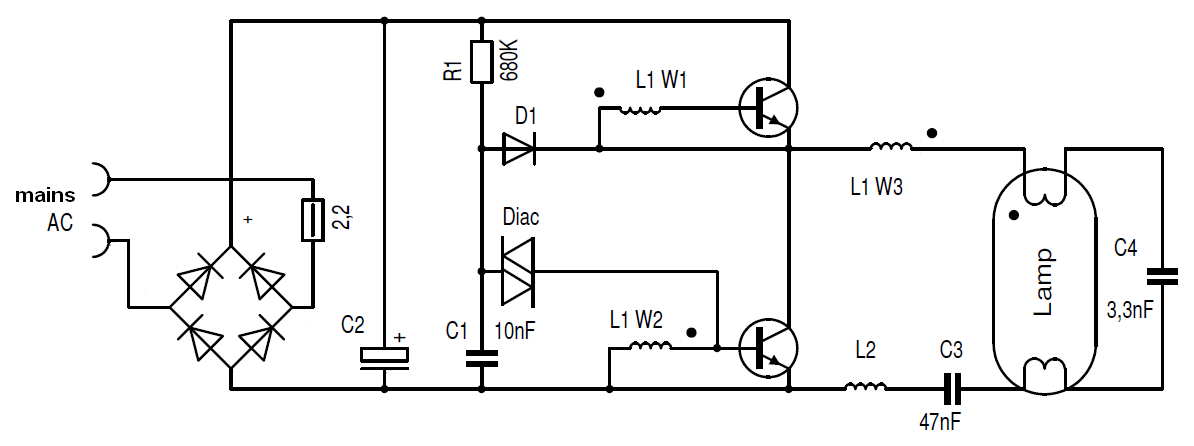
Elektrische Schaltung eines EVG in Form eines Resonanzwandlers.

Elektronische Vorschaltgeräte (EVG) betreiben die Lampe mit einer höheren Frequenz als der Netzfrequenz (einige kHz bis meist 32 bis über 40 kHz) und weisen daher bei geringerem Materialeinsatz geringere Verluste auf als KVG. EVG für Leuchtstofflampen enthalten auch den Startmechanismus. Es existieren auch EVG-Typen, welche bis zu vier Leuchtstofflampen versorgen können. Systembedingt können EVG auch dimm- und fernbedienbar hergestellt werden.
EVG haben bei größeren Einheiten einen besseren Leistungsfaktor (0,97 bis 0,99) und die Lampe erreicht an ihnen einen höheren Wirkungsgrad. Durch die systemimmanente höhere Betriebsfrequenz können Leuchtstofflampen nicht physisch wahrnehmbar flackern.
Beim sogenannten Warmstart, ein Kaltstart kann die Lampenkathoden schädigen, werden für einen Zeitraum von etwa 0,5–2 Sekunden die Glühkathoden der Leuchtstofflampe vorgeheizt, bevor diese gezündet wird. Die Start- und Zündvorgänge von EVG erfolgen flackerfrei im Gegensatz zu konventionellen Vorschaltgeräten (KVG) mit konventionellem Starter. Der Startvorgang ist dadurch meist merklich schneller als bei KVG.
Kleine EVG in Energiesparlampen besitzen bisher oft keine Leistungsfaktorkorrektur, haben kapazitive Leistungsfaktoren und belasten das Netz mit Oberschwingungen. Fest installierte EVG haben hingegen meist eine aktive Leistungsfaktorkorrektur und einen Leistungsfaktor nahe eins.

### Dimmbare EVG
Dimmbare EVG gibt es in zwei Ausführungen:
Analog dimmbare EVG
werden mit einem Steuersignal von 1 bis 10 Volt angesteuert. Das EVG ist im ausgeschalteten Zustand der Leuchte netzgetrennt und hat somit keine Stand-by-Verluste.
Digitale dimmbare EVG
werden mit einem DALI-Bussignal angesteuert. Das System ermöglicht, bis zu 64 Leuchten an einem Bussegment zu betreiben. Zustände können rückgemeldet werden. Das EVG ist auch im ausgeschalteten Zustand der Leuchte immer am Netz und verursacht somit Stand-by-Verluste.
Bei beiden Varianten werden die Steuerleitung zusätzlich in der Versorgungsleitung mitgeführt. Durch die Steuerblindleistung ist der Lichtstromrückgang immer größer als der Stromrückgang.

### Aufsteck-EVG/T5-Adapter
Für Modernisierungen werden von verschiedenen Anbietern Aufsteck-EVG angeboten, bei denen bereits vorhandene Leuchten weiter verwendet werden. Das EVG wird dabei zwischen die alte Fassung und ein herkömmliches Leuchtmittel kleinerer Bauart gesteckt. Mit diesen Aufsteck-EVG treten allerdings konstruktionsbedingt erhebliche Probleme auf (Lebensdauer der EVG, korrekter Betrieb der Lampe, elektromagnetische Verträglichkeit, fehlende Prüfzeichen und Zulassungen), so dass sich diese Lösung bislang nicht am Markt durchsetzen konnte. Dies betrifft vor allem den Betrieb von T8-Lampen mit EVG. Seit 2004 haben einzelne Anbieter zwar alle notwendigen Prüfzeichen und Zulassungen, allerdings stellen diese EVG einen Eingriff in die Bauart der Leuchte dar und deren Prüfzeichen sowie Zulassungen erlöschen. Ebenso versagen die meisten Hersteller Garantie und Produkthaftung. Nach einer Umrüstung gilt der Hersteller des EVG als Leuchtenhersteller und muss Garantieansprüche und Produkthaftung der Leuchte abwickeln. Da Anbieter mehrfach falsche Angaben machten, sollte man auf Prüfbescheide von TÜV, VDE und Bundesanstalt für Arbeitsschutz und Arbeitsmedizin achten.
Eine andere Variante der Umrüstung sind Adapter, um T5-Lampen in T8-Fassungen zu betreiben. Vorteile sind Einsparungen ohne einen Wechsel des Leuchtengehäuse, also geringe Umrüstkosten. Es ergeben sich zwar Vorteile der T5-Lampengeneration in den alten Leuchtengehäusen, allerdings werden lichttechnische Eigenschaften der Leuchten nur bedingt erreicht. Nachteilig können ein niedriger Lichtstrom und Feuergefährdung durch Erhitzen der Adapter im Betrieb sein. Auch der Leistungsfaktor λ der gesamten Leuchte verändert sich bei dieser Umrüstung durch die geringere Leistung einer T5-Lampe. Das in der Leuchte enthaltene KVG oder VVG wird nur noch als Netzfilter verwendet, sie verbleiben in dieser.
Die Lebensdauer der Umrüst-EVG liegt bei rund 15 Jahren. Die T5-Lampen bietet jeder renommierte Anbieter an, die Lebensdauer liegt bei rund 16.000–30.000 Stunden, statt 6.000–8.000 Stunden bei den T8-Lampen der Lichtfarbe 840.
Anmerkung: Aus Sicherheits- und EMV-Gründen ist der Einsatz von T5-Adaptern in T8-Leuchten als sehr bedenklich zu erachten. Zu den elektrischen Problemen kommt hinzu, dass einige Adaptersysteme das zulässige T8-Lampen-Gesamtgewicht nicht berücksichtigen (z. B. CB Scheme). Komplette Leuchten, die mit Hilfe von EVG T5-Lampen beidseitig ansteuern, können bei gegebener elektromagnetischer Verträglichkeit bedenkenlos eingesetzt werden, um die Vorteile der T5-Lampe zu nutzen. Hersteller von Lampen und Leuchten raten vom Einsatz von Adaptern in Leuchten ab. Messungen in der Schweiz weisen keine Sinnhaftigkeit für T5-Adapter nach.

### EVG zum Betrieb an Kleinspannung
Es gibt auch EVGs für den Betrieb mit Niedervolt-Gleichspannung (12 oder 24 Volt). Diese können an einer Batterie betrieben werden, was sie für den Einsatz mit Solaranlagen, in Fahrzeugen, auf Booten oder im Kleingarten tauglich macht. Leuchten mit solchen Vorschaltgeräten werden auch als Transistorleuchte bezeichnet.
Oft sind solche Lampen wie auch Netzspannungs-Energiesparlampen mit einem E27-Schraubsockel ausgestattet, dadurch besteht eine hohe Verwechslungsgefahr.

### EVG für Leuchtröhren

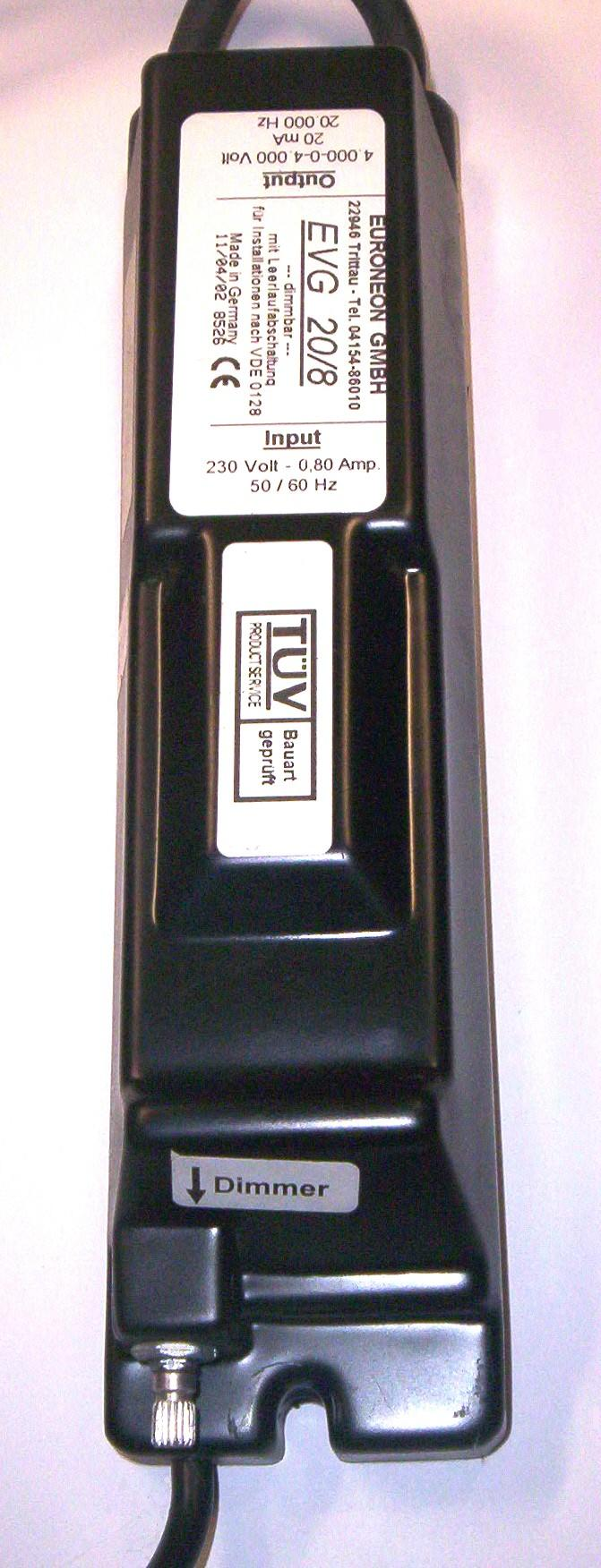
Einstellbares EVG für Leuchtröhren

Vorschaltgeräte für Kaltkathodenröhren (CCFL, Hintergrundbeleuchtung von LCD und Leuchtröhren für Werbung) werden oft als Inverter ausgeführt; sie erzeugen aus der Batterie- oder Netzspannung eine strombegrenzte Hochspannung (500 V bis einige kV) hoher Frequenz und benötigen keine Vorheizfunktion.
EVG für Kaltkathodenröhren besitzen oft eine elektronische oder mechanische Dimmfunktion. In der Lichtwerbung werden häufig mehrere Leuchtstofflampen in Reihe an einem Vorschalt- bzw. Stromversorgungsgerät betrieben. Deren maximale Wechselspannung ist durch VDE-Vorschriften auf 7,5 kV beschränkt.

### Betriebsbesonderheiten von EVG
Der hohe Einschaltstromstoß kann je nach Bauart eine Begrenzung der Anzahl der EVG innerhalb eines Stromkreises erfordern. Die Zuverlässigkeit und Lebensdauer erreicht aufgrund alternder elektronischer Bauteile noch nicht die Werte eines KVG. Man rechnet mit 50.000 Stunden (ca. 6 Jahre Non-Stop-Nenn-Lebensdauer), was in der Amortisation zu berücksichtigen ist.
Kritisch ist der Betrieb mehrerer EVG mit einem Fehlerstrom-Schutzschalter, da EVG aufgrund enthaltener Netzfilter einen Blindstrom über den Schutzleiter ableiten. Der Ableitstrom muss zwar unter 0,5 mA liegen, im Einschaltmoment ist er jedoch höher. Daher sollte bei einer Neuinstallation mit FI-Schutzschalter darauf geachtet werden, dass dieser impulsstromfest ist oder verzögert auslöst. Als Planungswert sollte für ein sicheres Betreiben nur der halbe Auslösestrom des FI-Schutzschalters angesetzt werden: bei einem FI-Schutzschalter mit einem Auslösestrom von 30 mA ist der halbe Auslösestrom 15 mA;
15 mA / 0,5 mA (pro EVG) = 30 EVG.

## LED-Treiber
Ähnlich wie Leuchtstofflampen benötigen auch LED-Lampen zum Betrieb an Netzspannung ein Vorschaltgerät, den sogenannten LED-Treiber. Der LED-Treiber begrenzt den Strom, der durch die LED fließt. Zusätzlich benötigt eine LED ein Netzteil, das die Netzspannung auf die (niedrigere) Betriebsspannung der LED umwandelt. Teilweise werden auch beide Bauteile gemeinsam als LED-Treiber bezeichnet.
Anders als bei Leuchtstofflampen ist der LED-Treiber meist fest eingebaut – entweder in der Lampe (bei wechselbaren Lampen, etwa solchen mit E14-Lampensockel) oder in der Leuchte (bei Leuchten mit nicht wechselbaren LEDs). Daher ist der LED-Treiber üblicherweise für Verbraucher nicht erkennbar und nicht wechselbar.